# Zalman Shazar
Zalman Shazar (Mir, Bielorrusia, 24 de noviembre de 1889-Jerusalén, 5 de octubre de 1974) fue un político, escritor y poeta israelí. Shazar fue el tercer Presidente de Israel durante dos mandatos, de 1963 a 1973. 

## Biografía
Shazar nació como Shneur Zalman Rubashov en el seno de una familia jasídica de la confesión Jabad-Lubavitch en Mir, cerca de Minsk, en el Imperio Ruso (hoy en la región de Grodno, Bielorrusia). La familia de su madre descendía de Joel Sirkis. En sus primeros años, Shazar recibió educación religiosa.
Siguió vinculado a Jabad durante el resto de su vida, ayudando al rabino Yosef Yitzchok Schneersohn, el sexto Lubavitcher Rebe a fundar el pueblo de Kfar Jabad, y a instancias suyas, permitió a la comunidad religiosa de Israel establecer su propio sistema educativo. Más tarde mantuvo correspondencia con el séptimo Lubavitcher Rebe Menajem Mendel Schneerson, y lo visitó en múltiples ocasiones.
En su adolescencia se involucró en el Movimiento Poale Zion. Trabajó como traductor en una editorial sionista. Visitó Palestina en 1911, pero regresó a Rusia para servir en el ejército. En 1924, tras su liberación, emigró al Mandato Británico de Palestina, estableciéndose en Tel Aviv, y se convirtió en miembro de la secretaría de la Histadrut.
Shazar estaba casado con Rachel Katznelson-Shazar, con la que tuvo una hija.
Murió el 5 de octubre de 1974 y fue enterrado en el Monte Herzl de Jerusalén.

## Trayectoria
Shazar trabajó como editor en jefe del periódico israelí Davar 1944-1949.
En 1949 fue elegido miembro del Mapai en la primera Knesset y nombrado Ministro de Educación en el primer gobierno de David Ben-Gurion. No formó parte del segundo gabinete de Ben-Gurion, pero conservó su escaño en las elecciones de 1951 y 1955. También fue miembro del Ejecutivo de la Agencia Judía para la Tierra de Israel en 1952. Dimitió de la Knesset en 1956, y de 1956 a 1960 fue presidente en funciones del Ejecutivo de Jerusalén de la Agencia Judía.
Shazar fue elegido Presidente por la Knesset en 1963. Ese mismo año asistió al funeral de John F. Kennedy tras su asesinato en Dallas. En 1964, cuando el Papa Pablo VI visitó Israel, Shazar le leyó el versículo de Miqueas que afirma que aunque otras naciones sigan a otros dioses, «nosotros caminaremos en el Nombre de nuestro Señor Dios para siempre». Durante su mandato presidencial tuvo que afrontar la Guerra de los Seis Días en 1967. Fue reelegido para un segundo mandato en 1968.
En 1969, Shazar envió uno de los 73 Mensajes de Buena Voluntad del Apolo 11 a la NASA para el histórico primer alunizaje. El mensaje aún descansa en la superficie lunar. Dice así: «Del Presidente de Israel en Jerusalén con la esperanza de “abundancia de paz mientras dure la Luna” (Salmos 72,7)».
En 1973 le sucedió Ephraim Katzir.

## Obras publicadas
Morning Stars, Jewish Publication Society of America: Filadelfia, 1967. Traducido del hebreo, Kochvei boker (Tel Aviv: Am Oved Publishers, 1950; 7ª edición, 1966) por Shulamith Schwartz Nardi. Número de catálogo de la Biblioteca del Congreso: 66-17828.

## Premios y reconocimientos
- En 1966, Shazar recibió, junto con Israel Efrat, el Premio Bialik de literatura.[10]
- El retrato de Shazar aparece en los billetes de 200 shekel.[11]
- El instituto Zalman Shazar de Kfar Saba lleva su nombre.[12]